# جيمس موفات (مؤلف)
جيمس موفات (بالإنجليزية: James Moffat)‏ (27 يناير 1922 في كندا - 8 نوفمبر 1993، إنجلترا في المملكة المتحدة)؛ كاتب وروائي بريطاني. درس في جامعة كوينز.